# Пространство предметов
Простра́нство предме́тов (нем. Objektraum, англ. Object space, фр. Espace objet) — совокупность возможных положений точек предметов — вершин световых пучков, входящих в оптическую систему. Термин определяется по ГОСТ как «совокупность точек пространства».
Пространство предметов представляет собой совокупность точек, изображение которых можно получить с помощью оптической системы. В реальных системах ограничено из-за особенностей конструкции, то есть не все точки реального пространства одновременно могут быть изображены. В теории оптических систем обычно рассматривают не всё пространство предметов, а только отдельные его плоскости, перпендикулярные оптической оси.
В пространстве предметов любой оптической системы расположены: передняя главная плоскость, передний фокус, передняя фокальная плоскость, а также передняя поверхность первой линзы и входной зрачок.